# Ottokar I. (Steiermark)
Ottokar I., auch Otakar († 29. März 1075 (?) in Rom) war Graf im Chiemgau und Markgraf der Karantaner Mark. 

## Leben
Ottokar war ein Traungauer, Sohn von Otakar/Oci V. († 1020) und Willibirg, Tochter Arnolds II. von Wels-Lambach. Im Jahr 1048 (?) ist er als Graf im Chiemgau bezeugt. Nach dem Aussterben der Grafen von Wels-Lambach war er ab 1056 Markgraf der Karantaner Mark, für die in der Folge nach seiner Burg Steyr im Traungau der Name Steiermark gebräuchlich wurde. Er war mit Willibirg von Eppenstein, möglicherweise einer Tochter Herzog Adalberos von Kärnten, verheiratet. Er war Miterbe der Wels-Lambacher Güter und nach 1056 Vogt von Lambach. Weiters war er Vogt von Traunkirchen, Obermünster und Persenbeug und Mitbegründer des Stifts Admont. Weiters war er an der Gründung des Klosters Garsten als Kollegiatstift beteiligt.
Seine Söhne Adalbero (Königspartei) und Ottokar (Papstpartei) bekämpften einander im Investiturstreit. Markgraf Adalbero fiel dabei im Kampf im Jahre 1082, und Ottokar wurde Markgraf.

## Nachkommen
- Adalbero der Raue, Graf im Ennstal († 22. November 1082; ermordet)
- Ottokar II., 1082–1122 Markgraf